# Harrold (Bedfordshire)
Harrold è un paese della contea del Bedfordshire, in Inghilterra.